# Tri Bourne
Tri Bourne (ur. 20 czerwca 1989 w Oahu) – amerykański siatkarz plażowy oraz były zawodowy siatkarz halowy grający w drużynie USC Trojans w NCAA Division 1. Urodził się na hawajskiej wyspie Oahu, gdzie dorastał. Jego ojciec Peter Bourne i matka Katy Bourne są triathlonistami.
Po tym, jak olimpijczyk Taylor Crabb musiał wycofać się z Letnich Igrzysk Olimpijskich 2020, ponieważ wynik testu na COVID-19 był pozytywny, Bourne zastąpił Crabba i teraz gra z Jake Gibbem w siatkówkę plażową.